# Jacob Hurd Smith
Jacob Hurd Smith, né le 29 janvier 1840, mort le 1er mars 1918, est un général et criminel de guerre américain, connu pour avoir ordonné une attaque de représailles aveugle contre une population de Philippins, durant la guerre américano-philippine, au cours de laquelle des soldats américains ont tué entre 2 500 et 50 000 civils,.

## De nouvelles méthodes
En décembre 1899, Jacob H. Smith, alors colonel, déclare orgueilleusement aux reporters aux Philippines que, comme les indigènes sont « pires que les Indiens au combat », il a adopté des tactiques appropriées qu'il a apprises en combattant les Amérindiens (Native Americans) que Smith appelle « les sauvages », sans attendre les ordres du général Elwell S. Otis. L'interview paraît sous le titre « Le colonel Smith ordonne d'exécuter sur-le-champ les insurgés » et The New York Times estime cet ordre « longtemps attendu ».

## Action à Samar
Pendant la guerre américano-philippine, le 28 septembre 1901, les habitants de Balangiga, un petit village de l'île de Samar, ont attaqué la garnison américaine locale, au petit déjeuner, par une action de guérilla. Les cloches de l'église firent retentir un signal. Des Philippins brandissant des machettes (bolos) sont sortis de leurs cachettes. Quarante-huit soldats de l' US Army, les deux tiers de la garnison, ont été massacrés .
Le général Smith ordonne alors que le territoire de Balangiga et Samar « soit transformé en un "désert hurlant" (a “howling wilderness") et que soient tués tous les Philippins mâles de plus de dix ans ».
L'ordre est connu en raison de deux cours martiales : l'une pour le major Littleton Waller (en), qui a ensuite été jugé par la cour martiale pour avoir ordonné ou permis l'exécution d'une douzaine de messagers philippins, et l'autre pour le général Jacob H. Smith, traduit en cour martiale pour avoir donné cet ordre. Le jury s'est prononcé dans la mesure où cet ordre a été exécuté. Littleton Waller l'a en fait annulé pour ses propres hommes et aurait dit : « Capitaine David Porter, j'ai reçu l'ordre de tuer tous les enfants de plus de dix ans. Mais nous ne faisons pas la guerre aux femmes et aux enfants, seulement aux hommes capables de porter les armes. Gardez cela à l'esprit, quelles que soient les autres ordres que vous recevez ». Il ne fait pas de doute que certains hommes ont commis des atrocités sans tenir compte des ordres de Waller.
Comme le relève l'historien militaire des États-Unis Brian McAllister Linn, "Samar jette un froid sur les exploits de l'armée, et pour des générations, est noté dans l'esprit public comme typique de la guerre des Philippines" (“Samar cast a pall on the army’s achievement and, for generations, has been associated in the public mind as typifying the Philippine War.”) .
Jugé en cour martiale pour ce massacre et ce crime de guerre, il est surnommé par la presse "Hell roaring Jake Smith" ou "The Monster" ou "Howling Jake" (en français : Jake Smith l'enfer qui gronde, le monstre, ou Jake hurlant), condamné et mis à la retraite.
Smith est également poursuivi en cour martiale en 1902 pour l'application de la torture par l'eau aux Philippins résistants .
Des membres du Congrès et des éditoriaux de journaux nationaux demandaient pour Smith une punition sévère. "Dans les récits des grandes guerres depuis le Moyen Âge, dit le Sénateur Henry M. Teller du Colorado, on ne trouve pas d'ordre aussi méchant et honteux que celui donné par le général Smith". Le Sénateur Henry Cabot Lodge, qui était pourtant un des partisans de la guerre (et de l'annexion des Philippines), déclare que l'ordre du général Smith est regretté par tout Américain, et semble révoltant. Le républicain J. Sibley demande le renvoi de Smith, qui est une honte pour tout homme portant l'uniforme des États-Unis, et pour la civilisation. Dans un éditorial, le New York Times écrit que ces ordres sont sanguinaires et cruels à un degré que le peuple américain ne croit pas justifié, même contre les plus dangereux sauvages. Le peuple n'estime pas capable de rester en service un officier donnant de tels ordres .
En août 1902, dans une lettre au diplomate Jacob Gould Schurman, Théodore Roosevelt, président des États-Unis, s'inquiète que pour certains Américains (antiphilippins) le général Smith devienne comme un héros .
Dès la guerre américano-philippine (1899-1902) et la colonisation des Philippines par les États-Unis, le racisme anti-asiatique se manifeste et les Philippins - pourtant citoyens américains - sont victimes de préjugés raciaux et de discriminations, et d'un sentiment anti-philippin ,.
Comme le note l'historien Howard Zinn dans son oeuvre historique Une histoire populaire des États-Unis (1980), la guerre américano-philippine arrivait dans une époque d'intense racisme aux États-Unis. Entre 1889 et 1903, chaque semaine en moyenne, deux Noirs étaient lynchés par des foules : pendus, brûlés, mutilés ". A bord des bateaux vers les Philippines, les soldats appelaient les Philippins des "Nègres", le terme désignant les Afro-Américains, et ce terme leur faisait oublier qu'ils faisaient une guerre d'anéantissement des villes et de leurs habitants. Zinn cite la lettre d'un capitaine : "Caloocan comptait 17 000 habitants. Le 20e régiment du Kansas est passé, Caloocan n'a plus un seul habitant vivant".

### Source de la traduction
- (en) Cet article est partiellement ou en totalité issu de l’article de Wikipédia en anglais intitulé « Jacob H. Smith » (voir la liste des auteurs).